# Copiula minor
Espèce
Statut de conservation UICN

 VU D2 : Vulnérable
Copiula minor est une espèce d'amphibiens de la famille des Microhylidae.

## Répartition
Cette espèce est endémique de Papouasie-Nouvelle-Guinée. Son aire de répartition concerne les monts Cloudy, dans l'extrême Sud-Est du pays, et la zone centrale de l'île Goodenough. Elle est présente entre 800 et 1 600 m d'altitude,.

## Publication originale
- Menzies & Tyler, 1977 : The systematics and adaptations of some Papuan microhylid frogs which live underground. Journal of Zoology, vol. 183, no 4, p. 431-464.